# Rosalind Hursthouse
Rosalind Hursthouse (Bristol, 10 de novembre de 1943) és una filòsofa moral neozelandesa, d'origen anglès, que ha destacat per la seva obra sobre l'ètica de les virtuts.
Hursthouse passà la infància a Nova Zelanda i estudià a l'Open University (a distància) d'Anglaterra. Fou cap del Departament de Filosofia a la Universitat d'Auckland del 2002 al 2005, i actualment hi segueix ensenyant. Tot i que ja havia publicat abans, Hursthouse va entrar a la filosofia mundial amb tres articles que publicà entre 1990 i 1991: "Accions aracionals", "Teoria de la virtut i avortament" i "Sobre la justícia de Hume".
Hursthouse es considera deixebla d'Elizabeth Anscombe i de Philippa Foot, i ha estudiat i seguit molt intensament Aristòtil.